# League of Assassins
League of Assassins (Liên minh Sát thủ)  (được đổi tên thành League of Shadows hay Society of Shadows trong những tác phẩm chuyển thể) là một nhóm các nhân vật phản diện hư cấu xuất hiện trong truyện tranh Mỹ, được xuất bản bởi DC Comics. Nó là một nhóm sát thủ làm việc cho Ra's al Ghul, kẻ thù của siêu anh hùng Batman.